# Pixote: zakon najslabijeg
Pixote: zakon najslabijeg (port. Pixote: A Lei do Mais Fraco) je film brazilskog redatelja Hectora Babencoa iz 1981.  
Radnja prati Pixotea, siromašnog dječaka koji preživljava na gradskim ulicama baveći se kriminalom poput mnogih vršnjaka.  Pobjegavši iz popravnog doma, gdje su djeca pod nadzorom korumpiranih čuvara i policajaca žrtve stalnog maltretiranja, Pixote s prijateljima osniva maloljetničku bandu koju vode transvestit Lilica i njegov ljubavnik Dito.  Prodaju drogu, pljačkaju i rade kao svodnici već ostarjeloj prostituki Sueli, no planovi im uglavnom propadaju i grupa se kroz ubojstva i svađe počinje osipati.  
Film je dobro prihvaćen od strane kritičara;  hvaljen je njegov dokumentaristički stil i realistički prikaz šokantnih tema koje obrađuje.  
Glumci u filmu su uglavnom amateri, napušteni dječaci uzeti s gradskih ulica.  Fernando Ramos Da Silva, jedanaestogodišnjak koji igra glavnu ulogu, i sam je imao životna iskustva slična naslovnom liku.  Uloga u filmu ga je nakratko proslavila, no zbog nepismenosti nije mogao uspješno nastaviti glumačku karijeru pa se vratio na ulicu, radio s bandama i bavio prodajom droge;  u dobi od 19 godina ubili su ga policajci u vlastitom domu.